# یواخیم هورنگر
یواخیم هورنِگِر (به آلمانی: Joachim Hornegger) (زادهٔ ۱۹۶۷) ریاضی‌دان و مهندس امور رایانه است. او از سال ۲۰۱۵ تاکنون ریاست دانشگاه فریدریش-آلکساندر ارلانگن-نورنبرگ را بر عهده دارد.

## زندگی‌نامه
یواخیم هورنِگِر در دانشگاه ارلانگن به تحصیل در رشتهٔ علوم رایانه با گرایش ریاضیات به تحصیل پرداخت. او در سال ۱۹۹۶ مدرک دکتری گرفت.
تمرکزِ مطالعاتِ هورنِگِر، در درجهٔ نخست، در زمینهٔ تصویربرداری پزشکی و پردازش سیگنال است.